# Işık Kaan Arslan
Işık Kaan Arslan (* 28. Januar 2001 in Istanbul) ist ein türkischer Fußballspieler. Arslan steht seit Juli 2021 bei Galatasaray Istanbul unter Vertrag.

## Karriere

### Im Verein
Arslan begann seine Karriere 2012 in der Jugendakademie von Galatasaray Istanbul. Dort spielte der Abwehrspieler achteinhalb Jahre lang und wurde im Januar 2021 an den Drittligisten Ergene Velimeşe SK ausgeliehen. Im Juli 2021 wurde Arslan von Cheftrainer Fatih Terim in die erste Mannschaft berufen. 
Sein erstes Spiel für die erste Mannschaft folgte am 28. Dezember 2021 im türkischen Pokal gegen Denizlispor, er wurde kurz vor Abpfiff für Emre Kılınç eingewechselt. Am 8. Januar 2022 kam der Innenverteidiger zum ersten Mal als Galatasaray-Spieler in der Süper Lig zum Einsatz. Bei der 0:1-Heimniederlage gegen Giresunspor begann Arslan von Beginn an und musste in der 18. Spielminute verletzungsbedingt ausgewechselt werde.

### In der Nationalmannschaft
Işık Kaan Arslan spielte von der türkischen U-16 bis U-19. Sein bislang letztes Spiel im Trikot mit dem Halbmond-Stern war am 19. November 2019 gegen Bulgarien.